# Ureterp
Ureterp (Fries: Oerterp) is een dorp in de gemeente Opsterland in de Nederlandse provincie Friesland. In 2023 had het 4.890 inwoners. Na Gorredijk is het hiermee het tweede dorp van de gemeente Opsterland. Onder het dorp vallen ook de buurtschappen Selmien en Ureterp aan de Vaart. Er wonen in Ureterp veel forensen, een gevolg van de gunstige ligging ten opzichte van Drachten (6 km) en het knooppunt Drachten van de A7 van Heerenveen naar Groningen en de N381 van Drachten naar Emmen.

## Geschiedenis

### Ontstaan

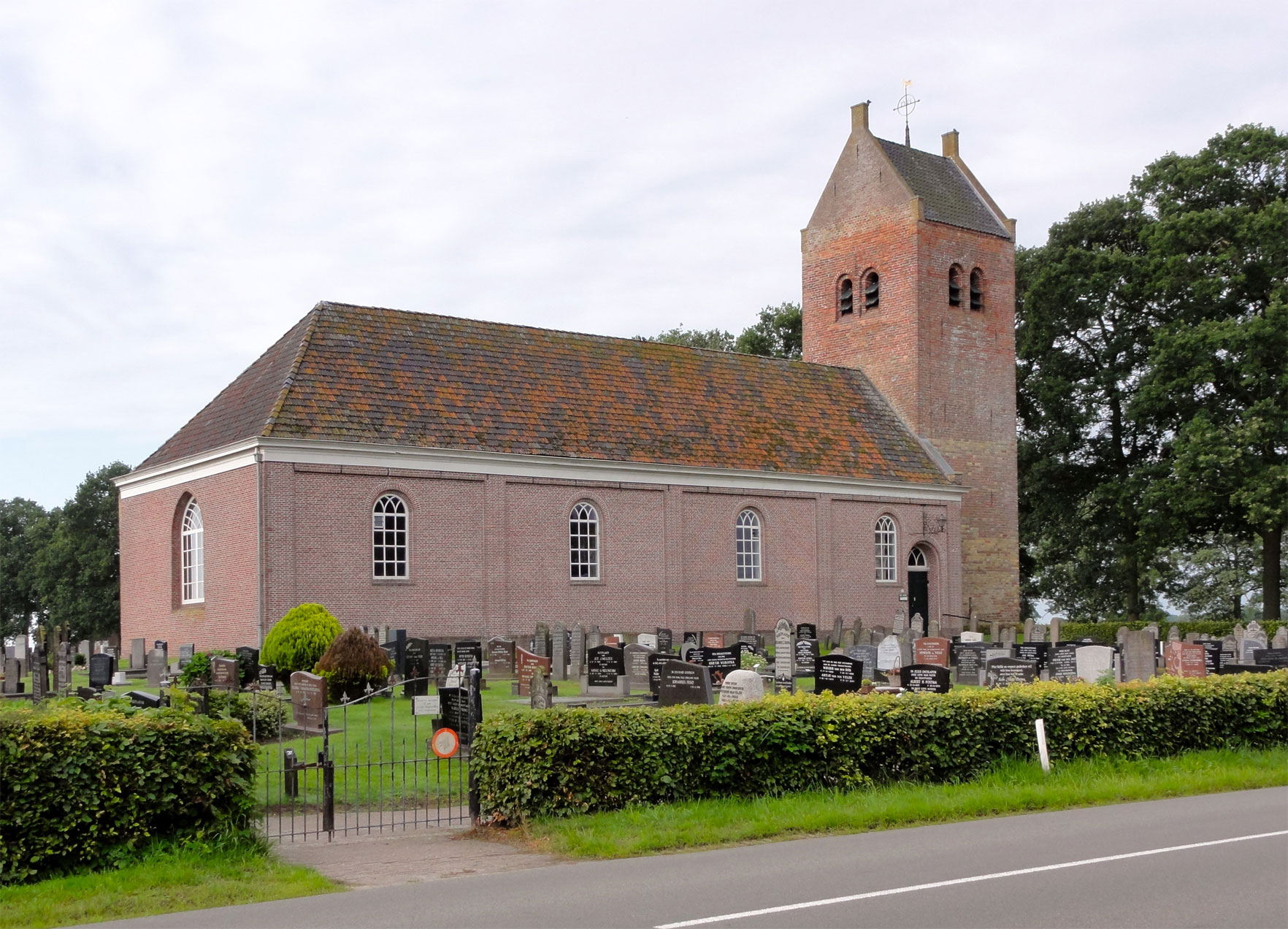
De Sint-Petruskerk van Ureterp.

Ureterp is een wegdorp, samen met Selmien aan de westzijde en Siegerswoude aan de oostkant. De langgerekte vorm is een gevolg van de ligging op de dekzandrug tussen de riviertjes de Drait (tegenwoordig grotendeels gekanaliseerd) en het Koningsdiep. De eerste bewoning van deze zandrug is mogelijk al duizend jaar oud. Ureterp wordt voor het eerst genoemd op de kapellenlijst van 1315 als Urathorp. De naam is verklaarbaar in samenhang met die van Utrathorp, het huidige Olterterp. Er bestaat hier namelijk een tegenstelling tussen de Oudfriese woorden ura, dat ‘boven’ betekent, en uter, dat ‘buiten’ of ‘lager’ aanduidt. In dit geval dus een tegenstelling tussen het stroomopwaarts, van het Koningsdiep, gelegen Ureterp en het stroomafwaarts gelegen Olterterp. Het achtervoegsel -terp is in deze twee toponiemen etymologisch afgeleid van het Oudfriese woord thorp, wat dorp betekent, en dus niet naar de terpen.

### De Ureterper vaart
In 1641 sloot de Haagse koopman Passchier Bolleman met de bewoners van Noorder- en Suider-Drachten een contract om ten behoeve van de veenafgraving een vaart te graven vanaf Buitenvallaat. Deze vaart werd tussen 1657 en 1667 doorgegraven vanaf het Vallaat naar Frieschepalen en werd hier bekend als de Ureterpervaart. Bij het Vallaat kwam een schutsluis (ook wel vallaat genoemd) om het hoogteverschil te overbruggen. Hier stond van 1899 tot 1911 ook een zuivelfabriekje op de afslag van de weg naar Ureterp (net ten westen van de huidige Opperhaudmare). In 1938 werd de vaart omgelegd ten behoeve van een vaste stenen brug, die daar over de vaart kwam. Deze brug verdween al na 30 jaar, om plaats te maken voor de huidige Opperhaudmare en bijbehorende viaducten.
Door de aanleg van de vaart kwam er veel bewoning rondom de vaart en zo verschoof het centrum van het dorp aan de Weibuorren naar de vaart. Ruim een eeuw later was al het hoogveen in de omgeving van Ureterp afgegraven.
Ureterp had na de komst van de vaart een loswal aan het Selmien, verbonden met de vaart via de Kettingwijk (tegenwoordig de Brouwerslaan). De Kettingwijk is rond 1880 gegraven voor een betere toevoer van goederen voor het ontginnen en in cultuur brengen van heidevelden en bossen en het verharden van zandwegen. Dit ging tot aan het eind van de jaren 20 door. Later kwam ook aan de vaart ter hoogte van de Tsjerkeleane een opslag en loswal. In het kader van de ruilverkaveling werd de vaart in 1963 na ruim 300 jaar gedempt.

##### Hege Brêge
Er waren weinig bruggen over de vaart, omdat dit niet praktisch was voor de vele boten. Omdat er toch behoefte was aan een oversteek, werd er een hoge brug gebouwd tussen De Feart 17 en 19 met een doorgang van 3,66 meter. Dit was de enige vaste brug tussen het Vallaat en Frieschepalen. Dat deze plek uitgezocht werd, zou verband kunnen houden met de Heers-wijk, die ver in het veengebied uitgegraven was tot aan de Dammen (ten oosten van Vliegveld Drachten). Hier stonden een paar boerderijen die nergens anders verbinding mee hadden.
Naar deze brug is ook de Hegebrechtsterleane vernoemd. Tussen De Feart en de bocht in de Hegebrechsterleane ligt nog een stukje van deze laan zoals die vroeger op De Feart aansloot. Later is deze brug vervangen voor een stenen brug en weer later door het viaduct dat er nu ligt.

### Verkaveling
De langgerekte bebouwing had te maken met de middeleeuwse kavelverdeling van noord naar zuid. Alle grond was eigendom van de kloosters. De opzet van de verdeling was dat iedere "boer" gelijke kansen kreeg: een deel van het hoogveen, een deel van in cultuur gebrachte (of nog in cultuur te brengen) grond en een uitgang via de heidegebieden naar de graslanden aan het Ouddiep. Ruim driehonderd jaar later ontstond in het hoogveengebied ten noorden van het dorp bewoning na het graven van de vaart vanuit Drachten ten behoeve van de veenwinning. Zo kwam in dit gebied een nieuw deel van Ureterp tot stand, dat ruim een eeuw later al meer inwoners, (aanvankelijk vooral veenarbeiders, schippers en handelaren), telde dan de oude boerenstreek van het dorp.

#### Ruilverkaveling
In 1959 werd begonnen met het ruilverkavelingsplan ‘Het Koningsdiep’. Dit hield in dat onder andere de vaart gedempt werd. Om de waterhuishouding in de hand te houden, werd ten noorden van de oude vaart een nieuw afwateringskanaal gegraven, vanaf Frieschepalen tot aan Buitenstvallaat. Op de gedempte vaart werd in 1964 de asfaltweg De Feart aangelegd van Ureterp Vallaat tot Frieschepalen. In 1982 werd het naastgelegen fietspad aangelegd.
Een ander aspect van de ruilverkaveling was dat er verscheidene kleine boerenbedrijfjes werden gesaneerd waarna de bestaande bebouwing werd afgebroken. De Weibuorren kreeg nieuwe straatverlichting en er werd een begin gemaakt met de uitbreiding ten zuiden van de Weibuorren. Ook werd er een nieuwe ijsbaan aangelegd achter het nieuwe zuidelijke uitbreidingsplan waardoor de ijsbaan aan de Tsjerkeleane kwam te vervallen.

### Opgraving
Onder archeologen geniet Ureterp bekendheid doordat hier in 1943 bij de Prinsendobbe aan de Mounleane overblijfselen zijn gevonden van kampplaatsen van rendierjagers uit het eind van de oude steentijd, plm. 10.000 tot 9800 v.Chr. en dus vlak na de laatste ijstijd. Op een gebied van 85 vierkante meter, nabij de ringwal van de dobbe, werden 5408 vuurstenen voorwerpen gevonden, waarvan 1360 werktuigen zoals krombekstekers en verder afslagen en kernstukken. Het klimaat moet hier toen zijn geweest zoals in Lapland en Noord-Siberië nu. De mensen die hier rondtrokken waren aangewezen op wat de natuur hun bood. Men neemt aan dat het bij de vondst om zomerkampen gaat. Omdat vergelijkbare overblijfselen voor het eerst zijn gevonden bij Hamburg staat deze cultuur bekend als de Hamburgcultuur. Ook bij Havelte werden er resten van gevonden. Meerdere verzamelingen werktuigen van voornamelijk de Hamburgcultuur gevonden tussen Ureterp en Bakkeveen ligt opgeslagen in het Noordelijk archeologisch depot te Nuis (NAD Nuis).

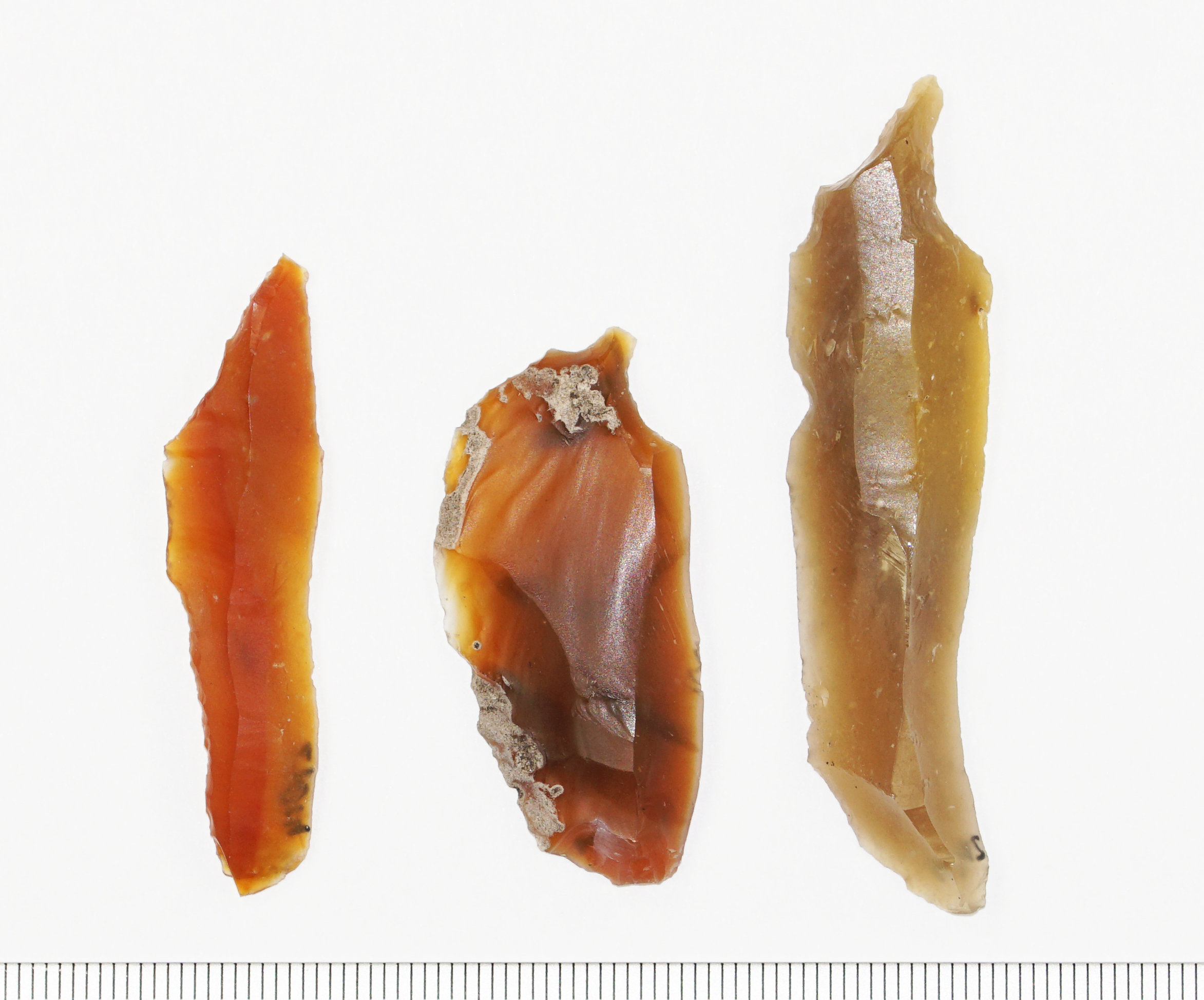
Gebruiksvoorwerpen van de Hamburgcultuur

In 2013 is er een opgraving geweest ter hoogte van de N381 net ten noorden van het Koningsdiep. Het gaat waarschijnlijk om de oudste middeleeuwse kolonisatie van het met veen overdekte dekzandlandschap rond Ureterp, waarbij een geschikte locatie (de met veen overdekte dekzandruggen) vlak bij een waterloop (het Koningsdiep) de eerste vestigingsplaats vormde. Het betreft een zogenaamde rivierontginning (oud Ureterp), waarvan ook elders in de regio enkele voorbeelden bekend zijn (de voorlopers van Wijnjeterp en bij Boornbergum). De oudste middeleeuwse sporen bestaan uit sloten/greppels in een dicht net (systeem 1), vermoedelijk om het terrein te draineren. Daarna zijn hier meerdere erven aangelegd, waaronder in elk geval structuur 1, een Gasselte-boerderij. Het ziet er vooralsnog naar uit dat de middeleeuwse nederzetting van deze vindplaats in de loop van de 13e eeuw verlaten is. Het is nog gissen naar de reden. Misschien hebben zandverstuivingen daarbij een rol gespeeld, nadat het lokale veen geoxideerd was. Zowel de fysieke kwaliteit (gaafheid en conservering) als de inhoudelijke kwaliteit van deze middeleeuwse vindplaats zijn hoog.

### Bouwwerken

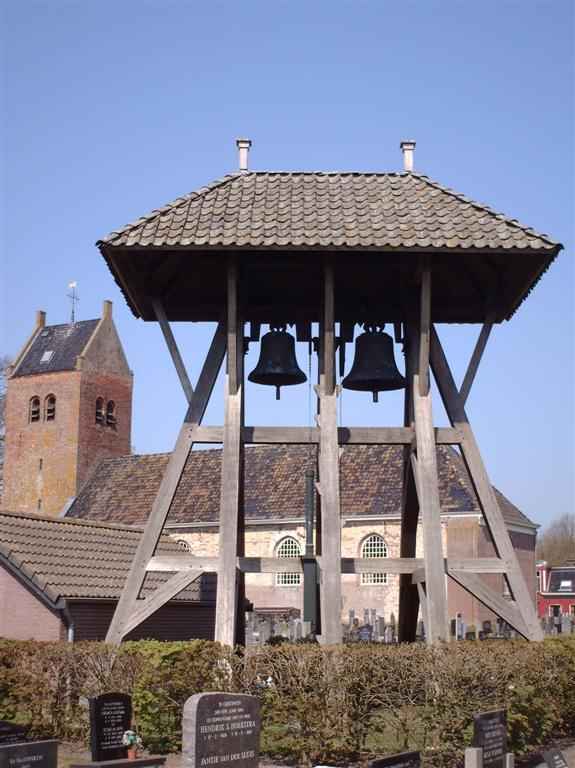
De klokkenstoel op de begraafplaats van de Sint Petruskerk

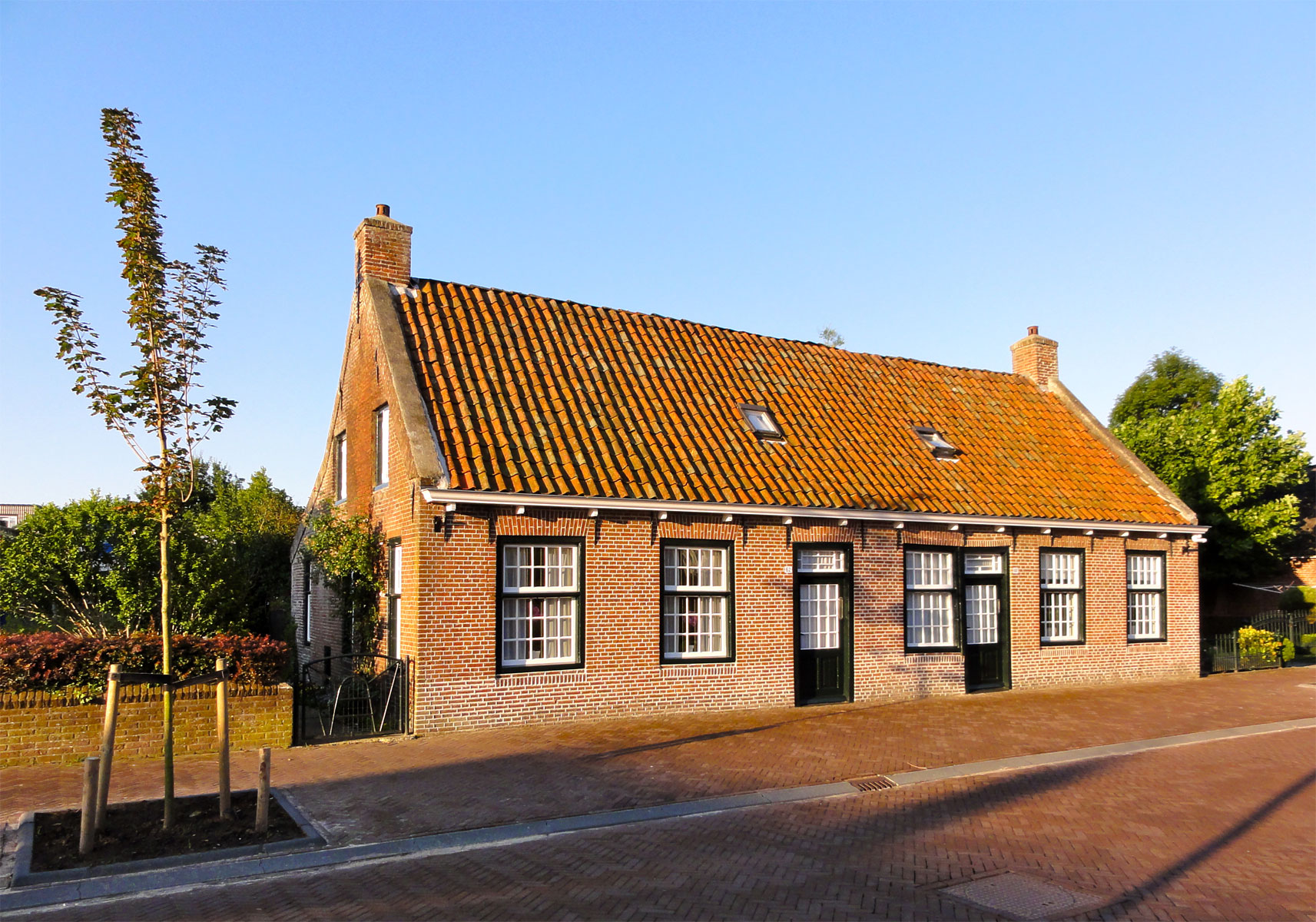
Weibuorren 60/62 Ureterp

Ureterp kent weinig monumenten. Het was een arme streek en de kwaliteit van het gebouwde was doorgaans niet hoog. Verreweg de meeste huizen stammen dan ook uit de 20e eeuw. Het oudste gebouw in Ureterp is de in de 13e eeuw gebouwde Sint-Pieterkerk. Op de begraafplaats rondom de kerk staat een klokkenstoel met twee luidklokken.
Er is in Ureterp nog één ander rijksmonument: een aan alle kanten scheef huis uit 1801 naast de Coop-supermarkt op de Weibuorren 60/62 met kleine raampjes. Ureterp kende nog een ander rijksmonument: woonhuis de Paapsche Leer. Rond 1999 is er een nieuw huis in de plaats gekomen. De kopjes en de gevelsteen zijn nog te bezichtigen in Museum Opsterlân. Daarnaast staan er aan het Selmien nog een tweetal boerderijen die uit het eind van de 19e eeuw stammen en een pastoriewoning uit het eind van de 18e eeuw.
Ook is er nog een ingemetselde gevelsteen naast de voordeur van het voormalig postkantoor op Weibuorren 76:
Heere Hendriks
geweesen Brou
wer tot Oerterp
1740
De steen is duidelijk ouder dan het gebouw, dat daar in 1919 kwam op de plaats van het toen voor de tweede maal afgebrande café/logement. De steen zat eerder in het logement, maar de brouwerij van Heere Hendriks stond aan de Feart op de hoek van de Brouwersleane. Heere Hendriks lag vlak naast de kerk begraven onder een liggende steen. Zijn graf is na de Tweede Wereldoorlog geruimd. De steen van zijn vader ligt in de kerk.

#### Molens
Hoewel Ureterp nu geen molens meer heeft, heeft het vroeger in totaal acht molens gekend waarvan de Bruinvisch het bekendst is. Klik in onderstaande lijst op weergeven voor meer informatie.
| Korenmolen van Ureterp | Korenmolen van Ureterp               | Korenmolen van Ureterp                                                                                                |
| ---------------------- | ------------------------------------ | --- |
| Functie:               | Korenmolen                           | Deze molen staat in de Schotanusatlas van 1718 aangegeven als Rog Molen, wat erop duidt dat de molen rogge verwerkte. |
| Locatie:               | Tussen de Mounleane 15 en de Bûtewei | Deze molen staat in de Schotanusatlas van 1718 aangegeven als Rog Molen, wat erop duidt dat de molen rogge verwerkte. |
| Type:                  | Standerdmolen                        | Deze molen staat in de Schotanusatlas van 1718 aangegeven als Rog Molen, wat erop duidt dat de molen rogge verwerkte. |
| Bouwjaar:              | 1630 of eerder                       | Deze molen staat in de Schotanusatlas van 1718 aangegeven als Rog Molen, wat erop duidt dat de molen rogge verwerkte. |
| Verdwenen:             | gesloopt na 1874                     | Deze molen staat in de Schotanusatlas van 1718 aangegeven als Rog Molen, wat erop duidt dat de molen rogge verwerkte. |
| Aandrijving:           | Wind                                 | Deze molen staat in de Schotanusatlas van 1718 aangegeven als Rog Molen, wat erop duidt dat de molen rogge verwerkte. |
| Coördinaten:           | 53° 5′ 19″ NB, 6° 10′ 30″ OL         | Deze molen staat in de Schotanusatlas van 1718 aangegeven als Rog Molen, wat erop duidt dat de molen rogge verwerkte. |

| Volmolen     | Volmolen                                                                 | Volmolen |
| ------------ | ------------------------------------------------------------------------ | --- |
| Functie:     | Volmolen                                                                 | De volmolen stond ergens tussen de locatie waar later De Bruinvisch zou staan en de Kaltsreed (reed waar nu Weibuorren 47 is). Uit floreenkohieren (een belastingadministratie van omstreeks 1700) zou blijken dat de molen tussen 1768 en 1778 verdwenen is. Andere bronnen geven ook de periode 1718 - 1808 aan. |
| Locatie:     | Mounestrjitte, op ongeveer de plaats waar later De Bruinvisch zou staan. | De volmolen stond ergens tussen de locatie waar later De Bruinvisch zou staan en de Kaltsreed (reed waar nu Weibuorren 47 is). Uit floreenkohieren (een belastingadministratie van omstreeks 1700) zou blijken dat de molen tussen 1768 en 1778 verdwenen is. Andere bronnen geven ook de periode 1718 - 1808 aan. |
| Type:        | Standerdmolen                                                            | De volmolen stond ergens tussen de locatie waar later De Bruinvisch zou staan en de Kaltsreed (reed waar nu Weibuorren 47 is). Uit floreenkohieren (een belastingadministratie van omstreeks 1700) zou blijken dat de molen tussen 1768 en 1778 verdwenen is. Andere bronnen geven ook de periode 1718 - 1808 aan. |
| Bouwjaar:    | Tussen 1664 en 1680                                                      | De volmolen stond ergens tussen de locatie waar later De Bruinvisch zou staan en de Kaltsreed (reed waar nu Weibuorren 47 is). Uit floreenkohieren (een belastingadministratie van omstreeks 1700) zou blijken dat de molen tussen 1768 en 1778 verdwenen is. Andere bronnen geven ook de periode 1718 - 1808 aan. |
| Verdwenen:   | Onduidelijk                                                              | De volmolen stond ergens tussen de locatie waar later De Bruinvisch zou staan en de Kaltsreed (reed waar nu Weibuorren 47 is). Uit floreenkohieren (een belastingadministratie van omstreeks 1700) zou blijken dat de molen tussen 1768 en 1778 verdwenen is. Andere bronnen geven ook de periode 1718 - 1808 aan. |
| Aandrijving: | Wind                                                                     | De volmolen stond ergens tussen de locatie waar later De Bruinvisch zou staan en de Kaltsreed (reed waar nu Weibuorren 47 is). Uit floreenkohieren (een belastingadministratie van omstreeks 1700) zou blijken dat de molen tussen 1768 en 1778 verdwenen is. Andere bronnen geven ook de periode 1718 - 1808 aan. |
| Coördinaten: | 53° 5′ 47″ NB, 6° 10′ 8″ OL                                              | De volmolen stond ergens tussen de locatie waar later De Bruinvisch zou staan en de Kaltsreed (reed waar nu Weibuorren 47 is). Uit floreenkohieren (een belastingadministratie van omstreeks 1700) zou blijken dat de molen tussen 1768 en 1778 verdwenen is. Andere bronnen geven ook de periode 1718 - 1808 aan. |

| Polder 6     | Polder 6                              | Polder 6 |
| ------------ | ------------------------------------- | --- |
| Functie:     | Poldermolen                           | Bemaalde een gebied dat kleiner dan 10 ha was. De molen lag in het voormalige stroomdal van het riviertje de Drait en pompte waarschijnlijk water uit dit natte dal de Ureterper vaart (nu de weg De Feart) in om het land geschikter te maken voor landbouw. Het verval tussen De Feart en de locatie van de molen is ongeveer 1,20 meter. |
| Locatie:     | ±270 meter ten zuiden van De Feart 32 | Bemaalde een gebied dat kleiner dan 10 ha was. De molen lag in het voormalige stroomdal van het riviertje de Drait en pompte waarschijnlijk water uit dit natte dal de Ureterper vaart (nu de weg De Feart) in om het land geschikter te maken voor landbouw. Het verval tussen De Feart en de locatie van de molen is ongeveer 1,20 meter. |
| Type:        | Kleine molen                          | Bemaalde een gebied dat kleiner dan 10 ha was. De molen lag in het voormalige stroomdal van het riviertje de Drait en pompte waarschijnlijk water uit dit natte dal de Ureterper vaart (nu de weg De Feart) in om het land geschikter te maken voor landbouw. Het verval tussen De Feart en de locatie van de molen is ongeveer 1,20 meter. |
| Bouwjaar:    | na 1850                               | Bemaalde een gebied dat kleiner dan 10 ha was. De molen lag in het voormalige stroomdal van het riviertje de Drait en pompte waarschijnlijk water uit dit natte dal de Ureterper vaart (nu de weg De Feart) in om het land geschikter te maken voor landbouw. Het verval tussen De Feart en de locatie van de molen is ongeveer 1,20 meter. |
| Verdwenen:   | na 1877                               | Bemaalde een gebied dat kleiner dan 10 ha was. De molen lag in het voormalige stroomdal van het riviertje de Drait en pompte waarschijnlijk water uit dit natte dal de Ureterper vaart (nu de weg De Feart) in om het land geschikter te maken voor landbouw. Het verval tussen De Feart en de locatie van de molen is ongeveer 1,20 meter. |
| Aandrijving: | Wind                                  | Bemaalde een gebied dat kleiner dan 10 ha was. De molen lag in het voormalige stroomdal van het riviertje de Drait en pompte waarschijnlijk water uit dit natte dal de Ureterper vaart (nu de weg De Feart) in om het land geschikter te maken voor landbouw. Het verval tussen De Feart en de locatie van de molen is ongeveer 1,20 meter. |
| Coördinaten: | 53° 6′ 14″ NB, 6° 9′ 26″ OL           | Bemaalde een gebied dat kleiner dan 10 ha was. De molen lag in het voormalige stroomdal van het riviertje de Drait en pompte waarschijnlijk water uit dit natte dal de Ureterper vaart (nu de weg De Feart) in om het land geschikter te maken voor landbouw. Het verval tussen De Feart en de locatie van de molen is ongeveer 1,20 meter. |

| Polder 5     | Polder 5                  | Polder 5                                       |
| ------------ | ------------------------- | ---------------------------------------------- |
| Functie:     | Poldermolen               | Bemaalde een gebied dat kleiner dan 10 ha was. |
| Locatie:     |                           | Bemaalde een gebied dat kleiner dan 10 ha was. |
| Type:        | Kleine molen              | Bemaalde een gebied dat kleiner dan 10 ha was. |
| Bouwjaar:    | voor 1850                 | Bemaalde een gebied dat kleiner dan 10 ha was. |
| Verdwenen:   | na 1877                   | Bemaalde een gebied dat kleiner dan 10 ha was. |
| Aandrijving: | Wind                      | Bemaalde een gebied dat kleiner dan 10 ha was. |
| Coördinaten: | 53° 5′ 5″ NB, 6° 8′ 5″ OL | Bemaalde een gebied dat kleiner dan 10 ha was. |

| Polder 4     | Polder 4                                       | Polder 4 |
| ------------ | ---------------------------------------------- | --- |
| Functie:     | Poldermolen                                    | De molen lag in het voormalige stroomdal van het riviertje de Drait en pompte waarschijnlijk water uit dit natte dal de Nieuwe vaart in om het land geschikter te maken voor landbouw. |
| Locatie:     | ±430 meter ten zuiden van het Selmien West 5a. | De molen lag in het voormalige stroomdal van het riviertje de Drait en pompte waarschijnlijk water uit dit natte dal de Nieuwe vaart in om het land geschikter te maken voor landbouw. |
| Type:        | Kleine molen                                   | De molen lag in het voormalige stroomdal van het riviertje de Drait en pompte waarschijnlijk water uit dit natte dal de Nieuwe vaart in om het land geschikter te maken voor landbouw. |
| Bouwjaar:    | voor 1877                                      | De molen lag in het voormalige stroomdal van het riviertje de Drait en pompte waarschijnlijk water uit dit natte dal de Nieuwe vaart in om het land geschikter te maken voor landbouw. |
| Verdwenen:   | voor 1926                                      | De molen lag in het voormalige stroomdal van het riviertje de Drait en pompte waarschijnlijk water uit dit natte dal de Nieuwe vaart in om het land geschikter te maken voor landbouw. |
| Aandrijving: | Wind                                           | De molen lag in het voormalige stroomdal van het riviertje de Drait en pompte waarschijnlijk water uit dit natte dal de Nieuwe vaart in om het land geschikter te maken voor landbouw. |
| Coördinaten: | 53° 4′ 58″ NB, 6° 7′ 17″ OL                    | De molen lag in het voormalige stroomdal van het riviertje de Drait en pompte waarschijnlijk water uit dit natte dal de Nieuwe vaart in om het land geschikter te maken voor landbouw. |

| Polder A     | Polder A                                 | Polder A |
| ------------ | ---------------------------------------- | --- |
| Functie:     | Poldermolen                              | Bemaalde een gebied dat kleiner dan 15 ha was. Ook deze molen lag in het voormalige stroomdal van het riviertje de Drait. |
| Locatie:     | Net ten zuiden van het viaduct de Opgong | Bemaalde een gebied dat kleiner dan 15 ha was. Ook deze molen lag in het voormalige stroomdal van het riviertje de Drait. |
| Type:        | Kleine molen                             | Bemaalde een gebied dat kleiner dan 15 ha was. Ook deze molen lag in het voormalige stroomdal van het riviertje de Drait. |
| Bouwjaar:    | na 1850                                  | Bemaalde een gebied dat kleiner dan 15 ha was. Ook deze molen lag in het voormalige stroomdal van het riviertje de Drait. |
| Verdwenen:   | na 1877                                  | Bemaalde een gebied dat kleiner dan 15 ha was. Ook deze molen lag in het voormalige stroomdal van het riviertje de Drait. |
| Aandrijving: | Wind                                     | Bemaalde een gebied dat kleiner dan 15 ha was. Ook deze molen lag in het voormalige stroomdal van het riviertje de Drait. |
| Coördinaten: | 53° 5′ 45″ NB, 6° 8′ 22″ OL              | Bemaalde een gebied dat kleiner dan 15 ha was. Ook deze molen lag in het voormalige stroomdal van het riviertje de Drait. |

| De Bruinvisch | De Bruinvisch               | De Bruinvisch |
| ------------- | --------------------------- | --- |
| Functie:      | Korenmolen                  | De Bruinvisch, in de volksmond bekend als De Moune begon haar bestaan in 1842 als houtzaagmolen De Zwarte Bruinvisch te Zaandam als opvolger van de daar afgebrande gelijknamige molen. In 1872 werd de molen naar Ureterp verhuisd, waar hij gebruikt werd als korenmolen. In 1911 werd naast de molen een molenaarswoning gebouwd. In 1925 brak een roede af. Hierop werd de molen ontdaan van haar wieken en werd nog enige tijd verder gemalen op motorkracht. De ijzeren bovenas werd verkocht en hergebruikt in de poldermolen De Eolus te Aduard. In 1939 is de molenromp tot aan ongeveer de omloop afgebroken. Ondanks dat Stichting Behoud Ureterp aan een grootscheepse fondswervingsactie was begonnen voor het herstel van de molen in 2001 is het molenrestant (en de molenaarswoning ernaast) in de zomer van 2007 dan toch gesloopt. Eerst zou het achtkant nog worden gebruikt bij de nieuw te vormen woonvorm voor gehandicapten waarbij er appartementen in zouden komen. Er is echter nieuwbouw voor in de plaats gekomen en ook het gebruik ervan veranderde naar overbruggings- en crisisopvang. Op de plek waar het achtkant stond is een nieuwe achtkant opgetrokken met een plaquette op de muur en een molensteen deels verzonken in de grond. |
| Locatie:      | Mounestrjitte 10            | De Bruinvisch, in de volksmond bekend als De Moune begon haar bestaan in 1842 als houtzaagmolen De Zwarte Bruinvisch te Zaandam als opvolger van de daar afgebrande gelijknamige molen. In 1872 werd de molen naar Ureterp verhuisd, waar hij gebruikt werd als korenmolen. In 1911 werd naast de molen een molenaarswoning gebouwd. In 1925 brak een roede af. Hierop werd de molen ontdaan van haar wieken en werd nog enige tijd verder gemalen op motorkracht. De ijzeren bovenas werd verkocht en hergebruikt in de poldermolen De Eolus te Aduard. In 1939 is de molenromp tot aan ongeveer de omloop afgebroken. Ondanks dat Stichting Behoud Ureterp aan een grootscheepse fondswervingsactie was begonnen voor het herstel van de molen in 2001 is het molenrestant (en de molenaarswoning ernaast) in de zomer van 2007 dan toch gesloopt. Eerst zou het achtkant nog worden gebruikt bij de nieuw te vormen woonvorm voor gehandicapten waarbij er appartementen in zouden komen. Er is echter nieuwbouw voor in de plaats gekomen en ook het gebruik ervan veranderde naar overbruggings- en crisisopvang. Op de plek waar het achtkant stond is een nieuwe achtkant opgetrokken met een plaquette op de muur en een molensteen deels verzonken in de grond. |
| Type:         | Stellingmolen               | De Bruinvisch, in de volksmond bekend als De Moune begon haar bestaan in 1842 als houtzaagmolen De Zwarte Bruinvisch te Zaandam als opvolger van de daar afgebrande gelijknamige molen. In 1872 werd de molen naar Ureterp verhuisd, waar hij gebruikt werd als korenmolen. In 1911 werd naast de molen een molenaarswoning gebouwd. In 1925 brak een roede af. Hierop werd de molen ontdaan van haar wieken en werd nog enige tijd verder gemalen op motorkracht. De ijzeren bovenas werd verkocht en hergebruikt in de poldermolen De Eolus te Aduard. In 1939 is de molenromp tot aan ongeveer de omloop afgebroken. Ondanks dat Stichting Behoud Ureterp aan een grootscheepse fondswervingsactie was begonnen voor het herstel van de molen in 2001 is het molenrestant (en de molenaarswoning ernaast) in de zomer van 2007 dan toch gesloopt. Eerst zou het achtkant nog worden gebruikt bij de nieuw te vormen woonvorm voor gehandicapten waarbij er appartementen in zouden komen. Er is echter nieuwbouw voor in de plaats gekomen en ook het gebruik ervan veranderde naar overbruggings- en crisisopvang. Op de plek waar het achtkant stond is een nieuwe achtkant opgetrokken met een plaquette op de muur en een molensteen deels verzonken in de grond. |
| Bouwjaar:     | 1872                        | De Bruinvisch, in de volksmond bekend als De Moune begon haar bestaan in 1842 als houtzaagmolen De Zwarte Bruinvisch te Zaandam als opvolger van de daar afgebrande gelijknamige molen. In 1872 werd de molen naar Ureterp verhuisd, waar hij gebruikt werd als korenmolen. In 1911 werd naast de molen een molenaarswoning gebouwd. In 1925 brak een roede af. Hierop werd de molen ontdaan van haar wieken en werd nog enige tijd verder gemalen op motorkracht. De ijzeren bovenas werd verkocht en hergebruikt in de poldermolen De Eolus te Aduard. In 1939 is de molenromp tot aan ongeveer de omloop afgebroken. Ondanks dat Stichting Behoud Ureterp aan een grootscheepse fondswervingsactie was begonnen voor het herstel van de molen in 2001 is het molenrestant (en de molenaarswoning ernaast) in de zomer van 2007 dan toch gesloopt. Eerst zou het achtkant nog worden gebruikt bij de nieuw te vormen woonvorm voor gehandicapten waarbij er appartementen in zouden komen. Er is echter nieuwbouw voor in de plaats gekomen en ook het gebruik ervan veranderde naar overbruggings- en crisisopvang. Op de plek waar het achtkant stond is een nieuwe achtkant opgetrokken met een plaquette op de muur en een molensteen deels verzonken in de grond. |
| Verdwenen:    | 2007                        | De Bruinvisch, in de volksmond bekend als De Moune begon haar bestaan in 1842 als houtzaagmolen De Zwarte Bruinvisch te Zaandam als opvolger van de daar afgebrande gelijknamige molen. In 1872 werd de molen naar Ureterp verhuisd, waar hij gebruikt werd als korenmolen. In 1911 werd naast de molen een molenaarswoning gebouwd. In 1925 brak een roede af. Hierop werd de molen ontdaan van haar wieken en werd nog enige tijd verder gemalen op motorkracht. De ijzeren bovenas werd verkocht en hergebruikt in de poldermolen De Eolus te Aduard. In 1939 is de molenromp tot aan ongeveer de omloop afgebroken. Ondanks dat Stichting Behoud Ureterp aan een grootscheepse fondswervingsactie was begonnen voor het herstel van de molen in 2001 is het molenrestant (en de molenaarswoning ernaast) in de zomer van 2007 dan toch gesloopt. Eerst zou het achtkant nog worden gebruikt bij de nieuw te vormen woonvorm voor gehandicapten waarbij er appartementen in zouden komen. Er is echter nieuwbouw voor in de plaats gekomen en ook het gebruik ervan veranderde naar overbruggings- en crisisopvang. Op de plek waar het achtkant stond is een nieuwe achtkant opgetrokken met een plaquette op de muur en een molensteen deels verzonken in de grond. |
| Aandrijving:  | Wind                        | De Bruinvisch, in de volksmond bekend als De Moune begon haar bestaan in 1842 als houtzaagmolen De Zwarte Bruinvisch te Zaandam als opvolger van de daar afgebrande gelijknamige molen. In 1872 werd de molen naar Ureterp verhuisd, waar hij gebruikt werd als korenmolen. In 1911 werd naast de molen een molenaarswoning gebouwd. In 1925 brak een roede af. Hierop werd de molen ontdaan van haar wieken en werd nog enige tijd verder gemalen op motorkracht. De ijzeren bovenas werd verkocht en hergebruikt in de poldermolen De Eolus te Aduard. In 1939 is de molenromp tot aan ongeveer de omloop afgebroken. Ondanks dat Stichting Behoud Ureterp aan een grootscheepse fondswervingsactie was begonnen voor het herstel van de molen in 2001 is het molenrestant (en de molenaarswoning ernaast) in de zomer van 2007 dan toch gesloopt. Eerst zou het achtkant nog worden gebruikt bij de nieuw te vormen woonvorm voor gehandicapten waarbij er appartementen in zouden komen. Er is echter nieuwbouw voor in de plaats gekomen en ook het gebruik ervan veranderde naar overbruggings- en crisisopvang. Op de plek waar het achtkant stond is een nieuwe achtkant opgetrokken met een plaquette op de muur en een molensteen deels verzonken in de grond. |
| Coördinaten:  | 53° 5′ 47″ NB, 6° 10′ 8″ OL | De Bruinvisch, in de volksmond bekend als De Moune begon haar bestaan in 1842 als houtzaagmolen De Zwarte Bruinvisch te Zaandam als opvolger van de daar afgebrande gelijknamige molen. In 1872 werd de molen naar Ureterp verhuisd, waar hij gebruikt werd als korenmolen. In 1911 werd naast de molen een molenaarswoning gebouwd. In 1925 brak een roede af. Hierop werd de molen ontdaan van haar wieken en werd nog enige tijd verder gemalen op motorkracht. De ijzeren bovenas werd verkocht en hergebruikt in de poldermolen De Eolus te Aduard. In 1939 is de molenromp tot aan ongeveer de omloop afgebroken. Ondanks dat Stichting Behoud Ureterp aan een grootscheepse fondswervingsactie was begonnen voor het herstel van de molen in 2001 is het molenrestant (en de molenaarswoning ernaast) in de zomer van 2007 dan toch gesloopt. Eerst zou het achtkant nog worden gebruikt bij de nieuw te vormen woonvorm voor gehandicapten waarbij er appartementen in zouden komen. Er is echter nieuwbouw voor in de plaats gekomen en ook het gebruik ervan veranderde naar overbruggings- en crisisopvang. Op de plek waar het achtkant stond is een nieuwe achtkant opgetrokken met een plaquette op de muur en een molensteen deels verzonken in de grond. |

| De Welkomst  | De Welkomst                   | De Welkomst |
| ------------ | ----------------------------- | --- |
| Functie:     | Korenmolen                    | Gebouwd door een molenaar die afkomstig was van de molen aan de Mounestrjitte. De molen is in 1910 buiten gebruik geraakt. Rond 1930 was de molen grotendeels afgebroken. In 1949 stond de romp nog gedeeltelijk overeind. |
| Locatie:     | Ongeveer op de Boerestreek 38 | Gebouwd door een molenaar die afkomstig was van de molen aan de Mounestrjitte. De molen is in 1910 buiten gebruik geraakt. Rond 1930 was de molen grotendeels afgebroken. In 1949 stond de romp nog gedeeltelijk overeind. |
| Type:        | Stellingmolen                 | Gebouwd door een molenaar die afkomstig was van de molen aan de Mounestrjitte. De molen is in 1910 buiten gebruik geraakt. Rond 1930 was de molen grotendeels afgebroken. In 1949 stond de romp nog gedeeltelijk overeind. |
| Bouwjaar:    | 1898                          | Gebouwd door een molenaar die afkomstig was van de molen aan de Mounestrjitte. De molen is in 1910 buiten gebruik geraakt. Rond 1930 was de molen grotendeels afgebroken. In 1949 stond de romp nog gedeeltelijk overeind. |
| Verdwenen:   | Onduidelijk                   | Gebouwd door een molenaar die afkomstig was van de molen aan de Mounestrjitte. De molen is in 1910 buiten gebruik geraakt. Rond 1930 was de molen grotendeels afgebroken. In 1949 stond de romp nog gedeeltelijk overeind. |
| Aandrijving: | Wind                          | Gebouwd door een molenaar die afkomstig was van de molen aan de Mounestrjitte. De molen is in 1910 buiten gebruik geraakt. Rond 1930 was de molen grotendeels afgebroken. In 1949 stond de romp nog gedeeltelijk overeind. |
| Coördinaten: | 53° 5′ 38″ NB, 6° 11′ 38″ OL  | Gebouwd door een molenaar die afkomstig was van de molen aan de Mounestrjitte. De molen is in 1910 buiten gebruik geraakt. Rond 1930 was de molen grotendeels afgebroken. In 1949 stond de romp nog gedeeltelijk overeind. |

Daarnaast heeft Ureterp ook een aantal windmotoren gekend. Windmotoren kwamen in de jaren twintig van de 20e eeuw ter vervanging van de traditionele windmolens. Deze windmotoren raakten echter na een paar decennia alweer in onbruik door de opkomst van elektrische gemalen, zo ook in Ureterp. Onderstaand kaartje geeft een overzicht van waar vroeger windmotoren hebben gestaan. 

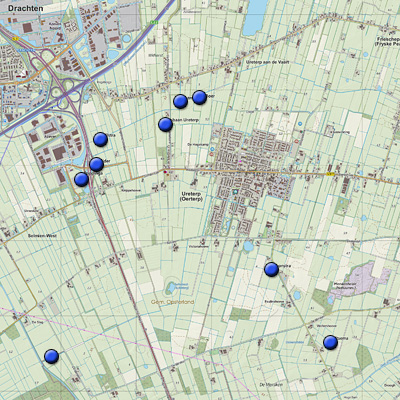
Windmotoren in Ureterp

## Terugkerende activiteiten
Jaarlijks zijn er een aantal terugkerende activiteiten in Ureterp.

### Dorpsfeest
Het dorpsfeest werd om de twee jaar op de oneven jaartallen gehouden in de eerste volle week van september. Het bestuur van Stichting Dorpsfeest Ureterp wordt gevormd door vrijwilligers uit Ureterp en bestaat sinds 1977. Het doel van de stichting was een dorpsfeest te organiseren voor jong en oud, samen met diverse (buurt)verenigingen uit Ureterp. Op het evenemententerrein aan het Jûkelburd/De Telle staan een feesttent en een kermis.

### Langste Dei
De Langste Dei, oftewel de langste dag, wordt gehouden op 21 juni. De hoofdstraat, de Weibuorren, wordt tijdens dit evenement afgesloten. De Ondernemers Vereniging Ureterp en de sportverenigingen van Ureterp organiseren hier vervolgens diverse activiteiten. Ook bevindt er zich een markt op de straat. De deelnemende winkeliers hebben een marktkraam buiten. De markt wordt zowel gebruikt door verenigingen en door bewoners van Ureterp. Tevens is er gelegenheid voor ambachtslieden en marktlui om speciale waren aan de man te brengen.

### Wielerronde en veldrit

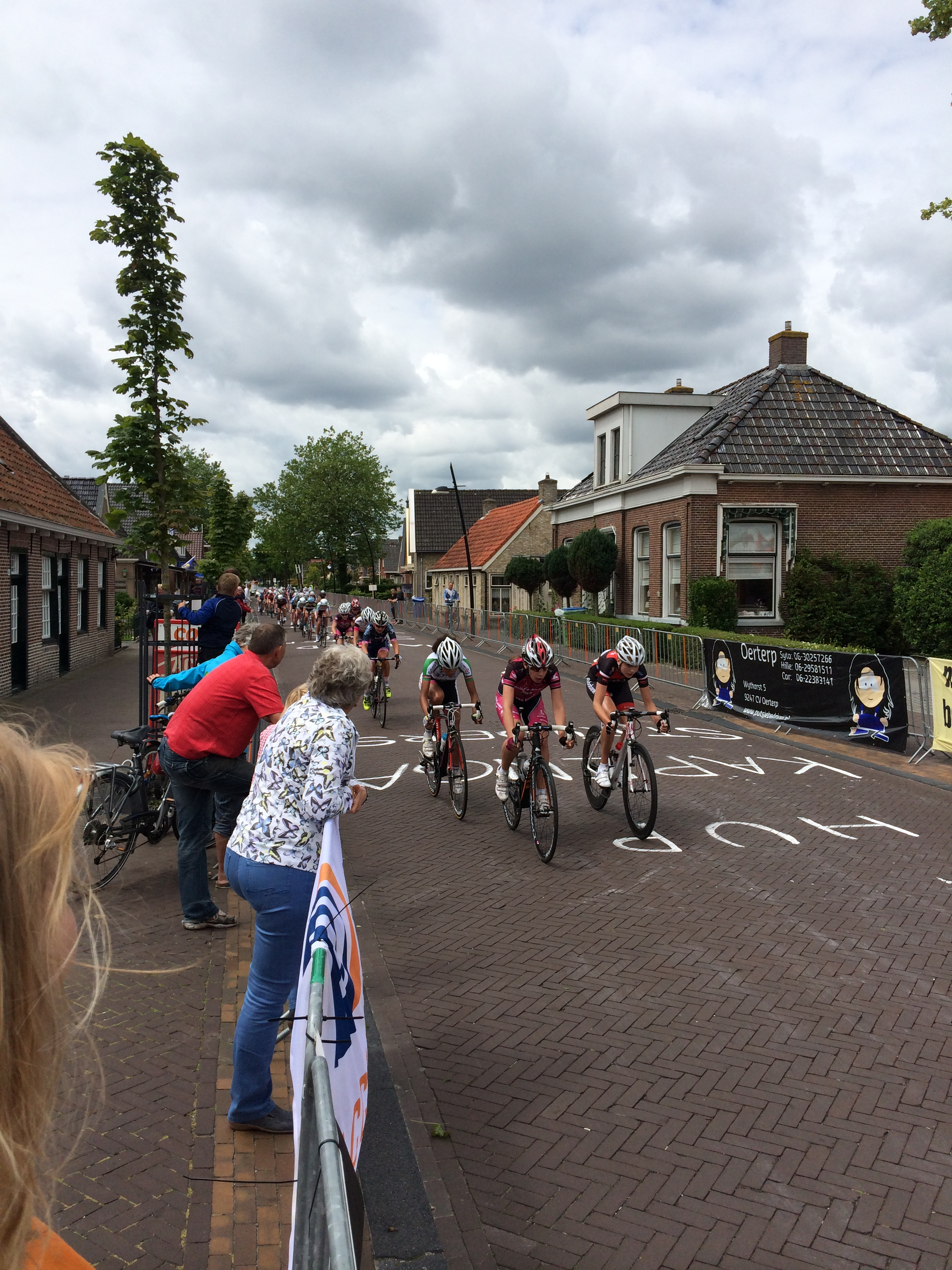
De Weibuorren (hoofdweg) tijdens de Wielerronde van 2014.

Jaarlijks organiseert de Wielerstichting Ureterp een wielerronde voor amateurs. Begin 2011 organiseerden ze voor het eerst een veldrit.

### Feest- en herdenkingsdagen
- Op 4 mei vindt de jaarlijkse Nationale Dodenherdenking plaats. De 3 basisscholen van Ureterp hebben de Nationale dodenherdenking, met een kranslegging bij het monument aan de Weibuorren, geadopteerd. Eén keer in de vijf jaar organiseert Plaatselijk Belang Ureterp ook een herdenking voor de gevallenen in Ureterp, met een kranslegging op het kerkhof van de Sint-Petruskerk.
- Op Koningsdag wordt er een optocht door het dorp georganiseerd, waaraan kinderen mee kunnen doen. Ook is er een kleine rommelmarkt en andere activiteiten in De Lijte.
- De Sinterklaasintocht wordt meestal een week na de landelijke intocht van Sinterklaas in november gehouden. Sinterklaas en zijn gevolg rijden een rondje door de hoofdstraat, waarna ze zich verplaatsen naar het Lijteplein en daar de kinderen toespreken.
- Het oudejaarsfeest wordt gehouden in het MFC De Wier.

### Festivals

#### Oerrock
Oerrock is een driedaags rock-/popfestival, dat sinds 2000 jaarlijks plaatsvindt. Behalve het festival worden sinds 2004 de Oerrock Play-Offs gehouden. Deze play-offs zijn in het leven geroepen om de minder bekende bands een kans te geven om voor een groot publiek op te treden. Eerst worden er vier voorrondes gehouden, waarna de winnaars in de finale strijden voor de winst. De nummers 1 en 2 ontvangen prijzengeld en spelen in het voorprogramma van het Oerrock–Festival. Het idee voor Oerrock werd in 2000 als grap bedacht door een vriendengroep uit Ureterp. Wat kleinschalig is opgezet, is ondertussen uitgegroeid tot een nationaal begrip. Het festival wordt gehouden op het festivalterrein aan de Skieppeleane.

#### Festival 316
Festival 316 was een jaarlijks christelijk evenement, georganiseerd door Unite in Christ, op het festivalterrein aan de Skieppeleane. De muziekkeuze gaat uit naar eigentijdse christelijke muziek. In 2018 is dit festival samengevoegd met Pinksterfeest Wijnjewoude tot Pinsterfeest 316, waarmee de festivallocatie verhuisde naar Wijnjewoude.

## Onderwijs
In Ureterp had drie basisscholen: een openbare, een protestants christelijke en een gereformeerd-vrijgemaakte.
De openbare school werd in 2023 gesloten.

### Openbare school
De openbare basisschool van Ureterp was 'De Twirre'. De voorlopers hiervan stonden aan de Weibuorren, op de plaats waar later twee flats gebouwd werden. Van 1876 tot 1952 stond er de Weibuorster school die een eerdere school verving. Aanvankelijk waren er vier lokalen; later werden nog twee lokalen aan de achterkant bijgebouwd. In 1952 werd het pand afgekeurd, er vlak achter kwam vervolgens nieuwbouw. Deze school kreeg de naam 'Master Allershofskoalle', naar hoofdonderwijzer Eelke Allershof die van 1862 tot 1893 aan de school verbonden was. In dat gebouw is tot 1976 onderwijs gegeven. In dat jaar is de school naar de locatie aan de Skeauwen verhuisd. In het leeggekomen schoolgebouw waren van 1976 tot medio 1990 het cultureel centrum 'de Trefkûle', de peuterspeelzaal en de muziekschool onder gebracht. Daarna werden er op die plek 'urban villa's' gebouwd die in 1999 werden opgeleverd.
De openbare school is in 2023 wegens te weinig aanmeldingen opgegaan in de protestants-christelijke basisschool 'De Opdracht' aan de Foareker.

### Protestants-christelijke school en gereformeerd vrijgemaakte school
Er zijn twee christelijke basisscholen scholen in Ureterp. De protestants christelijke basisschool 'De Opdracht', waar van oorsprong de kinderen van de gereformeerde kerk het onderwijs volgen. En de gereformeerd vrijgemaakte basisschool 'Eben Haëzer' van de vrijgemaakte gemeente. Laatstgenoemde vervult een regionale functie.
In 1901 startte de christelijke gereformeerde 'School met den Bijbel' aan de Feart. De scheuring in de gereformeerde kerk van 1944 werkte ook in de school door. Voor de gereformeerde kerk kwam voor de afgekeurde Vaartsterschool de nieuwe basisschool 'De Opdracht' tot stand, terwijl door de vrijgemaakte gemeente in 1959 een nieuwe basisschool werd gesticht, die in 1977 de naam 'Eben Haëzer' kreeg.
Protestants-christelijke school
In 1969 werd op de Foareker een semipermanent gebouw met drie lokalen gebouwd en in 1970 op een 'eenmans' kleuterschool. Deze twee fuseren in 1974 en toen kreeg de school ook haar huidige naam, 'De Opdracht'. De school werd tot tweemaal toe uitgebreid en in 1999 werd de gevel geheel vernieuwd. Op 6 juli 2010 is het huidige gebouw in gebruik genomen.
Gereformeerd-vrijgemaakte school
De vrijgemaakt gereformeerde school 'Eben Haëzer' werd op 2 oktober 1959 geopend. Het gebouw is een aantal keren uitgebreid, de laatste keer was in 1987. In 2009-2010 heeft er nog een interne verbouwing plaatsgevonden en in 2012 is het plein vernieuwd. Van 1980 tot 1998 werkte Bert Wiersema als onderwijzer aan deze school. Hij schreef de 16-delige jeugdboekenserie 'Chris en Jorieke', waarvan de verhalen zich vrijwel allemaal in Ureterp afspelen.

## Sport en recreatie
Tot 1949 waren er drie sportverenigingen: voetbalclub ‘Presto’, korfbalclub T.O.S. en gymnastiekvereniging D.O.S.S. Er is toen besloten tot het oprichten van één sportvereniging. De aanleg van het sportveld ‘de Hege Kamp’, aan de Skoalleane 31 t/m 37, speelde hier een rol in mee. Tot dan toe werd er tot de Tweede Wereldoorlog gevoetbald op een stuk weiland ten noorden van waar nu de chr. Basisschool ‘De Opdracht’ staat. Later werd de kamp, waar nu ‘De Griene Greide’ ligt, als voetbalveld gebruikt. Na de oorlog werd er gespeeld achter café Gorter aan de zuidkant van de Weibuorren (nu Weibuorren 20). Tegenwoordig speelt men op het sportcomplex ‘De Griene Greide’, dat op 4 september 2010 werd geopend. De Griene Greide biedt domicilie aan de Ureterper korfballers, voetballers, tennissers en kaatsers.
In Ureterp staat ook het multifunctioneel centrum ‘De Wier’, welke in 1980 is gebouwd en in 1982 geopend. Naast een sporthal zijn er o.a. een jongerensoos, activiteitencentrum, muziekschool, spelotheek, peuterspeelzaal en naschoolse opvang gevestigd. Verder maken vele verenigingen gebruik van de zalen. Tot de verhuizing naar het Lijteplein heeft hier ook nog de bibliotheek van Ureterp gezeten.
Ter hoogte van de Ikewei 1 heeft van 1959 tot eind jaren 90 het dorpshuis ‘De Koetsekraal’ gestaan. Hier hebben veel manifestaties plaatsgevonden en veel verenigingen hun samenkomsten gehouden. Ook werden hier begrafenisplechtigheden gehouden.
In Ureterp zijn onder meer de volgende verenigingen:
Sportverenigingen
- Basketballvereniging Five Pack
- BV Oerterp (badminton)
- GVV De Trochsetters (volleybal)
- IJsvereniging Oerterp - De Baanbrekers
- KV Oerterp (korfbal)
- Volleybalvereniging Oerterp
- OGF Contra (gymnastiek)
- TV Oerterp (tennis)
- Vereniging Damclub Oerterp
- VV Oerterp (voetbal)
- PV De Snip (duivensport)

Zang- en muziekverenigingen
- Christelijk gemengde zangvereniging Looft den Heer
- Christelijke Muziekvereniging De Bazuin
- Fanfare Oerterp
- Gereformeerd Gospelkoor Amfora
- Gereformeerde Brassband De Lofklank
- Gospelgroep De Lighting Stars
- Oanbreide Hoazzen (muziekformatie)
- Showband Oerterp
- 't Oerterper Manljuskoar (mannenkoor)
- Dweilorkest de ' Oertetters'
- Frouljuskoar 'Hjerres' (vrouwenkoor)

Overige verenigingen
- Bridgeclub Ureterp
- Toanielferiening Op Nij Foriene, (amateurtoneel)
- Vereniging Natuur en Milieu Ureterp e.o.
- Vogelwacht Ureterp e.o.

## Natuur
Ureterp kent een paar natuurgebieden en tientallen dobben waaronder het Turkeleech, de Stokersdobbe, it Fintsje en de Prinsendobbe. De meeste van deze dobben zijn ook beschermde natuurgebieden.

### Merskenheide
Merskenheide is een natuurgebied van heide en bos onder beheer van Staatsbosbeheer. De ontstaansgeschiedenis van Merskenheide begint in de hoge middeleeuwen, toen het beekdal van het Koningsdiep en omliggend gebied voornamelijk uit hoogveen bestond. Het hoogveen werd in de hoge middeleeuwen ontgonnen voor de landbouw. Maar door de ontginning kwamen de onderliggende dekzandruggen steeds meer tevoorschijn. Deze onvruchtbare dekzandruggen waren niet geschikt voor landbouw en degradeerden al snel tot heidegrond.
Door de komst van kunstmest werd in het begin van de 20e eeuw het meeste van de heide door particulieren in kavels van ongeveer 30 hectare opgekocht en ontgonnen als landbouwgrond. De Merskenheide is waarschijnlijk ontkomen aan deze ontginning door de hoge dekzandkop in het veld waardoor het ongeschikt was om te bewerken. Dankzij deze dekzandkop heeft de Merskenheide ook de ruilverkaveling zo ongeschonden doorstaan.
De Merskenheide is dus van oorsprong geen natuurgebied maar een gedegradeerd stukje cultuurlandschap uit de middeleeuwen.
Mersken is Fries voor marschen of marsland, wat zoveel als laag en drassig land betekent. De gronden rondom het Koningsdiep worden zo op oude kaarten genoemd. De straat De Mersken is pas in de jaren 60 in het kader van de ruilverkaveling aangelegd.

### Koningsdiep
In het zuiden van Ureterp volgt de dorpsgrens een deel van de loop van het Koningsdiep, een gekanaliseerd beekje. De oude benaming is de Boorne, die vind zijn oorsprong als smeltwater rivier tijdens de Saale ijstijd z'n 130.000 jaar geleden. Eerst was de stroomrichting het zelfde als die van de Tjonger maar na de laatste ijstijd is een deel dicht gestoven met zand en heeft het zich een nieuwe weg gebaand richting het huidige Borgat tussen Terschelling en Ameland. Deze monding was tevens het begin van de Middelzee. Het Koningsdiep en het beekdal daarvan wordt door middel van landinrichtingsproject Koningsdiep onderdeel gemaakt van de ecologische hoofdstructuur van Nederland en zal zo op den duur ook natuurgebied worden.
De beek en haar omliggende gronden zijn in de jaren 60 in het kader van de ruilverkaveling gekanaliseerd, genormaliseerd en in stukken geknipt voor de optimalisatie voor het agrarisch gebruik. Doel is om de beek weer te laten meanderen, stromen en de verschillende delen aan elkaar te koppelen, zodat het weer een doorgaande beek wordt.
In totaal zal 500 hectare rondom het Koningsdiep tot natuur gerealiseerd worden en komt er daarnaast 16,5 hectare aan ecologische verbindingszones. In Ureterp komt er een ecologische verbindingszone tussen het Koningsdiep en de Merskenheide. In 2007 is men van start gegaan met de landinrichting, in 2027 moet dit afgerond zijn.

### 't Korrige
Dit is een klein natuurgebied onder beheer van Staatsbosbeheer gelegen tussen de Schansweg en het Afvoerkanaal. Het bestaat grotendeels uit loofbos met een ven in het midden en verscheidene graslandjes.

### Lippe Gabriëlsplas
Deze plas bestond oorspronkelijk uit twee zandwinputten waar in de jaren 70 zand werd gewonnen voor de aanleg van het knooppunt Drachten en de A7 tussen Beetsterzwaag en Leek. Ook in 2010 is er weer zand gewonnen en zijn beide plassen samengetrokken. De plas is 20 meter diep.
De plas is vernoemd naar Lippe Gabriëls, een veenbaas die hier in het begin van de 18e eeuw twee wijken bezat. Naar hem is ook de Lippe-om-wyk oftewel de Lipomwyk vernoemd.
In 2019 signaleerde een visser een kwabaal, een vis die werd verondersteld te zijn uitgestorven in Friesland. Met het oog op de aanleg van een zonnepark is nader onderzoek gedaan en zijn beschermingsmaatregelen genomen.

## Beelden
Ureterp kent een aantal beelden. Onder een beeld wordt hier verstaan elk driedimensionaal kunstwerk in de openbare ruimte van Ureterp, waarbij beeld wordt gebruikt als verzamelbegrip voor sculpturen, standbeelden, installaties, gedenktekens en overige beeldhouwwerken. Te vinden zijn:
| Naam                        | Omschrijving | Kunstenaar        | Geplaatst                  | Locatie                                     | Afbeelding                                  |
| --------------------------- | --- | ----------------- | -------------------------- | ------------------------------------------- | ------------------------------------------- |
| Oorlogsmonument             | Het oorlogsmonument is opgericht ter nagedachtenis van vier slachtoffers van een schietpartij bij café Gorter op 14 april 1945. De namen van de slachtoffers luiden: soldaten van de Binnenlandse Strijdkrachten Jan L. van den Broek, Aalzen de Jager, C. Tump en een jongen, Koos ten Berge . De drie soldaten zijn op 18 april 1945 met militaire eer begraven. De herdenkingsboom, een treurbeuk, is geplant op 5 mei 1947. De plaquette is onthuld op 14 april 1995. Het monument is geadopteerd door de drie basisscholen van Ureterp | Onbekend          | 5 mei 1947 - 14 april 1995 | Weibuorren 20                               | Ureterp, oorlogsmonument Burgerslachtoffers |
| Oerterper Feart 1664 - 1964 | Ter nagedachtenis aan de vaart die hier van 1664 tot 1964 gelegen heeft. Het beeld bestaat uit één grote rechtopstaande zwerfkei met daarop de tekst Oerterper Feart 1664 - 1964 en twee afbeeldingen van een schip en een vrachtwagen. Het schip staat symbool voor de totstandkoming van de vaart en de vrachtwagen voor de ondergang van de vaart. De kei wordt omringd door tal van kleine keien. | Onbekend          | 1964                       | Tussen De Feart 42 en 44                    |                                             |
| Aardschotel                 | De details van dit kunstwerk zijn grotendeels onzichtbaar door de grasbegroeiing. Aan de holle binnenkant zijn vormen aangebracht. De kunstenaar had oorspronkelijk het idee om in het midden van de schotel nog een gedeelte te plaatsen. Om onduidelijke redenen is dit niet doorgegaan. | Jaap van der Meij | 1974                       | Woon en zorgcentrum De Lijte, Lijteplein 56 | Jaap van der Meij,1974                      |
| De Pijl                     | Het kunstwerk fungeert als toegangspoort tot het dorp. Geïnspireerd door draaibare planken –zogenaamde ‘barten’– die vroeger over de Ureterper vaart lagen. De stalen pijlvorm is 25 meter lang en steekt over de weg. In de volksmond wordt het ook wel de Spits van Ids genoemd. | Ids Willemsma     | 1993                       | Weibuorren                                  |                                             |
| Evenwicht                   | Het beeld hoort bij het Notariskantoor Kooi & De Vries. Hetzelfde ontwerp staat ook voor de vestiging van Notariskantoor Kooi & De Vries in Beetsterzwaag. | Joop van Bergen   | 2001                       | De Telle 1                                  |                                             |

## Geboren
- Saco Rienk DeBoer (1883-1974), landschapsarchitect
- Jan de Roos (1896-1979), straatartiest
- Roel Walda (1897-1983), politicus
- Date Hendrik Keuning (1942), politicus
- Koos Geerds (1948), dichter
- Lieuwe de Boer (1951), schaatser
- Max Aardema (1963), politicus
- Alyda Norbruis (1989), wielrenster
- Jelle Wagenaar (1989), voetballer